# Люка Ернандес
Люка Франсоа Бернар Ернандес (на френски: Lucas François Bernard Hernandez; роден на 14 февруари 1996 г.) е френски футболист, играещ за френския Пари Сен Жермен. Той се състезава и за Национален отбор по футбол на Франция.

## Кариера

### Атлетико Мадрид
Започва кариерата си в отбора на Атлетико Мадрид през 2014 година. Там той прекарва 6 години, в които печели Лига Европа и Суперкупа на УЕФА.

### Байерн Мюнхен
След като печели Световно първенство по футбол, Байерн привлича Люка Ернандес за 80 милиона евро, което е най-скъпата покупка в историята на отбора. В прекараните 2 години с клуба, той печели веднъж Бундеслига, Купа на Германия, Суперкупа на Германия, Шампионска лига, Суперкупа на УЕФА и Световно клубно първенство на ФИФА.

### Национален отбор
Ернандес взима участие в Световно първенство по футбол 2018 и играе ключова роля в триумфа на Национален отбор по футбол на Франция.

## Успехи

### Атлетико Мадрид
- Лига Европа: 2017/18
- Суперкупа на УЕФА: 2018

### Байерн Мюнхен
- Бундеслига: 2019/20, 2020/21, 2021/22, 2022/23
- Купа на Германия: 2019/20
- Суперкупа на Германия: 2020, 2022
- Шампионска лига: 2019/20
- Суперкупа на УЕФА: 2020
- Световно клубно първенство на ФИФА: 2020

### Пари Сен Жермен
- Лига 1: 2023/24, 2024/25
- Купа на Франция: 2023/24, 2024/25
- Суперкупа на Франция: 2023, 2024
- Шампионска лига: 2024/25
- Суперкупа на УЕФА: 2024/25

### Национален отбор
- Световно първенство по футбол: 2018
- Лига на нациите: 2020/21

## Статистика
| Мачове | Голове | Асистенции | Картони |
| ------ | ------ | ---------- | ------- |
| 169    | 154    | 201        | 13      |